# Batalha do Campo de Krbava

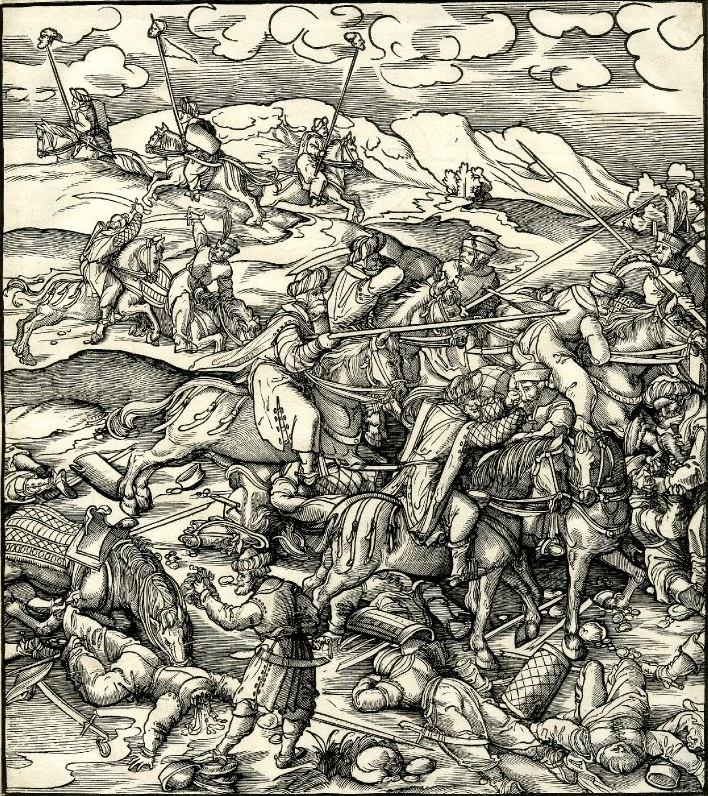
Ilustração de 1515–1516 da Batalha do Campo de Krbava, por

A Batalha do Campo de Krbava (em croata: Bitka na Krbavskom polju, Krbavska bitka; em húngaro: Korbávmezei csata; em turco: Krbava Muharebesi) foi travada entre o Império Otomano de Bayezid II e um exército do Reino da Croácia, na época em união pessoal com o Reino da Hungria, em 9 de setembro de 1493, no campo de Krbava, parte da região de Lika, na Croácia.
As forças otomanas estavam sob o comando de Hadım Yakup Pasha, bei dos sanjacos da Bósnia, e o exército croata era liderado por Emerik Derenčin, ban da Croácia, que serviu sob o rei Vladislau II da Hungria No início do verão de 1493, os otomanos empreenderam um ataque através da Croácia até Carníola e Estíria. Na mesma época, os confrontos aconteciam na Croácia entre a Casa de Frankopan a proibição croata, mas as notícias da incursão otomana forçaram-nos a fazer a paz. Os nobres croatas reuniram um grande exército e interceptaram as forças otomanas que regressavam ao sanjaco da Bósnia. As más táticas, e a escolha de uma batalha aberta feita por Ban Derenčin contra a cavalaria otomana mais experiente, resultaram na derrota total do exército croata.
Não houve ganhos territoriais imediatos para o Império Otomano, mas nas décadas seguintes os otomanos expandiram-se gradualmente para o sul da Croácia.